# Libelula
Libelula este un film românesc din 1974 regizat de Mihai Sălăjan, Adelina-Laura Bulibașa. Rolurile principale au fost interpretate de actorii Gheorghe Sălăjan, Vasile Leac.

## Distribuție
Distribuția filmului este alcătuită din:
- Iulian Teleoacă
- Florin Didilescu
- Vasile Leac
- Elena Bulibașa
- Gheorghe Sălăjan